# ألين هاميلتون
ألين هاميلتون (بالإنجليزية: Allen Hamilton)‏ هو سياسي أيرلندي وأمريكي، ولد في 1798، وتوفي في 1864.